# Cyrioctea namibensis
Cyrioctea namibensis är en spindelart som beskrevs av Norman I. Platnick och Griffin 1988. Cyrioctea namibensis ingår i släktet Cyrioctea och familjen Zodariidae.
Artens utbredningsområde är Namibia. Inga underarter finns listade i Catalogue of Life.